# Toxicity
Toxicity é o segundo álbum de estúdio da banda americana de heavy metal System of a Down, lançado em 4 de setembro de 2001, pelas gravadoras American Recordings e Columbia Records. Expandindo seu álbum de estreia homônimo de 1998, Toxicity incorpora mais melodia, harmonias e canto do que o álbum anterior. Categorizado principalmente como metal alternativo e nu metal, o disco apresenta elementos de múltiplos gêneros, incluindo folk, rock progressivo, jazz e música armênia e grega, incluindo o uso proeminente de instrumentos como o sitar, banjo, teclados e piano. Além contém uma ampla gama de temas políticos e não políticos, como encarceramento em massa, CIA, meio ambiente, violência policial, dependência de drogas, reducionismo científico e groupies.
Toxicity foi gravado no Cello Studios em Hollywood, Califórnia. Mais de 30 músicas foram gravadas, mas a banda reduziu o número de canções no álbum para 14. Toxicity atingiu o primeiro lugar tanto na Billboard 200 quanto no Canadian Albums Chart, vendendo 220.000 cópias em sua primeira semana de lançamento. Foi certificado 6× platina pela Recording Industry Association of America em julho de 2022, o que significa pelo menos seis milhões de cópias vendidas nos Estados Unidos. Todos os singles de Toxicity alcançaram o Billboard Hot 100. O último single, "Aerials", chegou ao número um tanto nas paradas Mainstream Rock Tracks quanto nas Modern Rock Tracks. O álbum recebeu opiniões altamente positivas dos críticos, incluindo avaliações perfeitas de AllMusic, Kerrang! e Blabbermouth.net. Muitos críticos elogiaram o som e a inovação do álbum, e ele figurou em várias listas de "melhores álbuns".
Os shows promocionais realizados para promover comercialmente Toxicity resultaram em uma série de incidentes controversos. Uma rebelião de seis horas ocorreu em um concerto gratuito em Hollywood no dia anterior ao lançamento do álbum, como resultado do cancelamento do show devido a um local superlotado; estima-se que a multidão presente fosse pelo menos o dobro do tamanho esperado. Outra apresentação programada do System of a Down foi cancelada para evitar uma revolta semelhante. A banda então fez turnê com o Slipknot, e o baixista Shavo Odadjian foi assediado, discriminado racialmente e fisicamente agredido por seguranças quando tentou entrar nos bastidores de um concerto em outubro de 2001.

## Musicalidade, escrita e gravação
"Entrando nisso, eu sabia que o Serj queria cantar mais, então acho que foi uma espécie de progressão e evolução para a banda. Eu queria fazer tudo isso, mas sem perder a densidade do System of a Down, com o aspecto, punk, metal. Às vezes, poderia ser possível acidentalmente perder isso se ficasse um pouco eclético demais. Então, estávamos apenas tentando equilibrar essa linha tênue e não desagradar os fãs."

Daron Malakian falando sobre a musicalidade de Toxicity
Considerado principalmente um álbum de metal alternativo e nu metal, Toxicity também foi descrito como thrash metal, art metal, hard rock, metal progressivo e heavy metal. Toxicity apresenta elementos de vários gêneros musicais: folk, rock progressivo, jazz, hip hop, música do Oriente Médio e música grega. O guitarrista Daron Malakian disse que "queria adicionar um pouco mais de harmonia" para si mesmo "nas músicas e isso exigia misturar de forma criteriosa algumas guitarras mais suaves entre as partes realmente pesadas". Ele também citou os Beatles como influência em Toxicity. Sons de instrumentos além de bateria, vocais, guitarra elétrica e baixo, como sitar, banjo, teclados e piano, também são presentes em Toxicity. A maioria da música do álbum foi escrita na afinação drop C.

System of a Down gravou mais de trinta músicas durante as sessões gravação de Toxicity, mas reduziu o número de músicas no álbum para catorze. Várias dessas gravações que não entraram ao finalizar o álbum foram regravadas para o próximo disco da banda, Steal This Album!, lançado em 2002. Toxicity foi gravado no Cello Studios em Hollywood, Califórnia, mixado no Enterprise Studios em Burbank, Califórnia, e masterizado no Oasis Mastering em Studio City, Califórnia. Segundo o baixista Shavo Odadjian, a música "Chop Suey!" trata "sobre dependência de drogas, mas [o System of a Down] incorporou algo realmente sério e tornou um pouco excêntrico". O vocalista Serj Tankian comparou a música com "Mr. Brownstone" dos Guns N' Roses. "Prison Song" trata sobre encarceramento em massa. Serj Tankian disse: "Trata-se da injustiça das penas mínimas obrigatórias e de como há cerca de 2.000.000 de americanos na cadeia, e muitos deles estão lá por posse de maconha e coisas desse tipo. [...] Em vez de reabilitar homens com problemas de drogas, eles os estão jogando na prisão. Isso não está realmente resolvendo nada". Tankian disse que "Prison Song" também aborda "como o dinheiro das drogas é usado para manipular eleições em outros países pela CIA". "Needles" trata de " enfrentar algo desagradável ou prejudicial de forma corajosa e determinada. "É como puxar uma tênia do seu ânus. O que você realmente pode fazer sozinho se houver uma ponta aparecendo. Acredite em mim, nós pesquisamos isso". "Bounce" trata de orgias. "Psycho" trata de groupies. "ATWA" (um acrônimo para "Air, Trees, Water, Animals"), em português: "Ar, Árvores, Água, Animais" trata das crenças de Charles Manson sobre o meio ambiente. Malakian disse que "[Manson está] na prisão pelos motivos errados. Acho que ele teve um julgamento injusto". "Deer Dance" trata dos protestos em torno da Convenção Nacional Democrata de 2000.

## Promoção e turnês
Em 3 de setembro de 2001, o System of a Down havia planejado lançar o Toxicity em um concerto gratuito em Hollywood, Califórnia, como um "agradecimento" aos fãs. O concerto, que seria realizado em um estacionamento, foi preparado para acomodar 3.500 pessoas; no entanto, um número estimado de 7.000 a 10.000 fãs apareceram. Devido ao grande excesso de plateia, a performance foi cancelada por policiais pouco antes do System of a Down subir ao palco. Nenhum anúncio foi feito de que o concerto havia sido cancelado. Os fãs esperaram mais de uma hora para a banda aparecer, mas quando uma faixa pendurada no fundo do palco com os dizeres "System of a Down" foi removida pela segurança, a plateia invadiu o palco, destruindo todo o equipamento de turnê (aproximadamente $30.000 em equipamentos) e começou a provocar tumulto, atirando pedras na polícia, quebrando janelas e derrubando banheiros químicos. O tumulto durou seis horas, durante as quais seis prisões foram feitas. O empresário da banda, David "Beno" Benveniste, mais tarde disse que o tumulto poderia ter sido evitado se o System of a Down tivesse sido autorizado a se apresentar ou se tivessem sido permitidos a fazer uma declaração no concerto sobre o cancelamento. A apresentação programada do System of a Down na loja no dia seguinte foi cancelada para evitar um tumulto semelhante.
Mais tarde naquele mês, o System of a Down embarcou em uma turnê nos Estados Unidos e no México com o Slipknot. Durante o concerto no Van Andel Arena em Grand Rapids, Michigan, em outubro de 2001, Odadjian foi assediado, discriminado racialmente e fisicamente agredido por alguns seguranças quando tentou entrar nos bastidores. Após o ataque, ele recebeu ajuda médica da equipe da arena e da polícia no local. Odadjian então entrou com um processo contra a DuHadway Kendall Security, a empresa para a qual os seguranças estavam trabalhando. Apesar deste incidente, a turnê, como um todo, foi um sucesso e o System of a Down mais tarde foi co-headliner da etapa Pledge of Allegiance da Iowa World Tour do Slipknot.

## Recepção

### Crítica
| Críticas profissionais        | Críticas profissionais |
| Pontuações agregadas          | Pontuações agregadas   |
| Fonte                         | Avaliação              |
| ----------------------------- | ---------------------- |
| Metacritic                    | 73/100                 |
| Avaliações da crítica         |                        |
| Fonte                         | Avaliação              |
| AllMusic                      | [ 6 ]                  |
| Alternative Press             | 9/10                   |
| Blabbermouth.net              | 10/10                  |
| Entertainment Weekly          | B−                     |
| Kerrang!                      | 5/5                    |
| Los Angeles Times             | [ 34 ]                 |
| Pitchfork                     | 8.2/10                 |
| Q                             | [ 36 ]                 |
| Rolling Stone                 | [ 37 ]                 |
| The Rolling Stone Album Guide | [ 38 ]                 |

No site agregador de críticas Metacritic, Toxicity possui uma pontuação de 73 de 100, com base em avaliações de nove críticos, o que indica "resenhas geralmente favoráveis".  O escritor da AllMusic, Eduardo Rivadavia, o classificou como "sem dúvida um dos principais lançamentos de metal de 2001" e escreveu que o álbum "pode muito bem se provar um clássico duradouro do heavy metal". Toxicity é um dos apenas 21 álbuns a alcançar uma classificação perfeita do Blabbermouth.net, com o escritor Don Kaye elogiando o System of a Down em uma resenha contemporânea do álbum como "uma das poucas bandas sobre as quais as pessoas ainda podem estar falando daqui a dez anos".  O escritor da Drowned in Sound, Don Kaye, elogiou o grupo como "provavelmente a banda mais vital no grande e amplo mundo do metal agora". Ben Myers, do Kerrang!, afirmou que a banda "superou" o seu álbum de estreia e aclamou o Toxicity como "álbum de metal do ano, sem dúvida". A Q escreveu que o disco "iguala o Slipknot em intensidade maníaca enquanto a forma de composição musical que é aberta e não convencional, e que lembra o estilo do rock experimental e psicodélico dos anos 60, conhecido por sua inovação e experimentação sonora."
Referindo-se ao Toxicity como "tanto maníaco quanto esquizofrênico", Keith Harris, da Rolling Stone, observou a habilidade de Tankian de se desviar "facilmente de um ritmo de canto-rap para histeria estilo Korn para uma gritaria barítona para uma ruminação sombriamente contemplativa" e que "a música insiste em um movimento à frente sem se prender em um típico som de thrash metal". Tom Sinclair, da Entertainment Weekly, chamou o álbum de "estranho e envolvente", com uma grande variedade de sons que "tudo se resume a um tipo bizarro de metal que tem uma majestade e força distorcidas". Robert Christgau, do The Village Voice, citou "Prison Song" e "Bounce" como destaques e mais tarde atribuiu ao álbum uma classificação honrosa de uma estrela. Joe Gross, da Spin, escreveu que a banda "tem um charme nerd-prog inegável". Uncut, por outro lado, criticou o Toxicity como "virtualmente insuportável".

### Comercial
Toxicity alcançou o primeiro lugar no Billboard 200, vendendo 220.000 cópias em sua primeira semana de lançamento. O álbum também liderou o Canadian Albums Chart.. Nos Estados Unidos, o Toxicity vendeu pelo menos 2.700.000 cópias, e pelo menos 12.000.000 de cópias em todo o mundo. Em 27 de novembro de 2002, o álbum recebeu certificação de platina tripla pela Recording Industry Association of America (RIAA).
Todos os singles do álbum alcançaram o Billboard Hot 100; "Chop Suey!" atingiu o número 76, "Toxicity" o número 70 e "Aerials" o número 55. "Aerials" permaneceu como o maior sucesso doméstico da banda até "B.Y.O.B." o superar, alcançando o número 27 em 2005. Este também alcançou o número um nas paradas Mainstream Rock Songs e Alternative Songs. "Chop Suey!" e "Toxicity" foram ambos sucessos entre o top dez. Em 2005, o Toxicity chegou ao número um no Top Catálogo de Álbuns. Adicionado ao memorando da Clear Channel de 2001, "Chop Suey!" foi temporariamente retirado das listas de reprodução da maioria das estações de rádio após os ataques de 11 de setembro de 2001, pois apresentava algumas letras consideradas inadequadas pela Clear Channel após os ataques. A música voltou ao ar quando as coisas se acalmaram.

### Premiações
O álbum está listado nos 500 CDs que você deve possuir da Blender. Toxicity foi classificado como o 28º maior álbum de heavy metal em uma pesquisa pública do MusicRadar. Também está classificado em 44º lugar na lista dos 100 Melhores Álbuns da Década dos anos 2000 da Rolling Stone e em 27º lugar na lista dos "100 Maiores Álbuns de Metal de Todos os Tempos" da revista. Além de ser votado como o 27º melhor álbum do ano na pesquisa anual de críticos Pazz & Jop do The Village Voice para 2001. A Spin nomeou o álbum o Álbum do Ano em 2001 e o classificou em 38º lugar em sua lista dos 40 Maiores Álbuns de Metal de Todos os Tempos. Kludge classificou-o como número cinco em sua lista dos melhores álbuns de 2001. Alternative Press o classificou como número nove em sua lista dos 25 Melhores Álbuns de 2001. Mojo o classificou como número 93 em suas 100 Clássicos Modernos. O álbum ganhou o prêmio de Escolha dos Leitores da Metal Edge de 2001 para Álbum do Ano. A Loudwire listou o álbum como o número um em sua lista dos 11 Melhores Álbuns de Metal dos anos 2000, o número dois na lista dos 100 Melhores Álbuns de Hard Rock + Metal do Século 21 e o número 11 em sua lista dos 50 Melhores Álbuns de Metal de Todos os Tempos. O NME listou o álbum em sexto lugar em sua lista dos 20 Maiores Álbuns de Metal de Todos os Tempos. O Metal Hammer declarou o Toxicity como o melhor álbum de 2001. O The Observer o classificou como um dos 50 Melhores Álbuns da Década, em 34º lugar. Em 2007, o The Guardian colocou o álbum em sua lista dos 1000 Álbuns Para Ouvir Antes de Morrer. A Entertainment Weekly também o incluiu em sua lista dos 100 Melhores Álbuns do Período de 1983–2008, em 90º lugar. A Revolver nomeou o Toxicity como o oitavo em sua lista dos 69 Maiores Álbuns de Metal de Todos os Tempos. Foi incluído na lista dos melhores registros de metal dos anos 2000 do The A.V. Club. A PopMatters classificou o Toxicity em 62º lugar em sua lista dos Melhores Álbuns dos anos 2000. "Chop Suey!" foi indicado para Melhor Performance de Metal no Grammy Awards de 2002. A Spice Girl Melanie C escolheu como um de seus álbuns favoritos. Em 2020, foi incluído na lista dos 100 Melhores Álbuns do Século 21 do Stacker, sendo classificado em 85º lugar.

## Lista de faixas

### Lançamento original
Todas as letras escritas por Serj Tankian, exceto onde notado, todas as músicas compostas por Daron Malakian, exceto onde notado.
| N.º | Título                                   | Letras            | Música                   | Duração |  |
| 1.  | "Prison Song"                            | Tankian, Malakian |                          | 3:21    |  |
| 2.  | "Needles"                                | Tankian, Malakian | Tankian, Malakian        | 3:12    |  |
| 3.  | "Deer Dance"                             | Tankian, Malakian |                          | 2:55    |  |
| 4.  | "Jet Pilot"                              |                   | Shavo Odadjian, Malakian | 2:05    |  |
| 5.  | "X"                                      |                   |                          | 1:57    |  |
| 6.  | "Chop Suey!"                             | Tankian, Malakian |                          | 3:30    |  |
| 7.  | "Bounce"                                 |                   | Malakian, Odadjian       | 1:54    |  |
| 8.  | "Forest"                                 |                   |                          | 4:02    |  |
| 9.  | "ATWA" (Air Trees Water Animals)         | Tankian, Malakian |                          | 2:56    |  |
| 10. | "Science"                                |                   |                          | 2:42    |  |
| 11. | "Shimmy"                                 |                   | Tankian                  | 1:50    |  |
| 12. | "Toxicity"                               |                   | Malakian, Odadjian       | 3:40    |  |
| 13. | "Psycho"                                 | Tankian, Malakian |                          | 3:48    |  |
| 14. | "Aerials"                                | Tankian, Malakian |                          | 3:56    |  |
| 15. | "Arto" (participação Arto Tunçboyacıyan) |                   |                          |         |  |

- "Arto" é uma adaptação de "Der Voghormia" (que significa "Senhor, Tem Piedade"), um hino tradicional da igreja armênia.[79] É combinado com "Aerials" (faixa 14) em lançamentos físicos como uma faixa escondida.

### Edição especial francesa
| CD Bônus |                       |                             |         |  |
| N.º      | Título                | Música                      | Duração |  |
| 1.       | "Sugar" (ao vivo)     | Odadjian, Malakian          | 2:27    |  |
| 2.       | "War?" (ao vivo)      |                             | 2:48    |  |
| 3.       | "Suite-Pee" (ao vivo) |                             | 2:58    |  |
| 4.       | "Know" (ao vivo)      | Odadjian, Malakian, Tankian | 3:03    |  |
| 5.       | "Johnny"              | Tankian                     | 2:07    |  |

### Edição japonesa
| N.º | Título   | Música  | Duração |  |
| 8.  | "Johnny" | Tankian | 2:27    |  |

- "Johnny", a faixa bônus da edição lançada no Japão, é colocada como a oitava faixa no álbum Toxicity, empurrando todas as faixas de 8 a 14 na listagem normal das faixas do álbum para um número de faixa à frente.[81]

### Blue edition
| DVD Bônus |                         |                   |                    |         |  |
| N.º       | Título                  | Letras            | Música             | Duração |  |
| 1.        | "Toxicity" (videoclipe) |                   | Malakian, Odadjian | 2:27    |  |
| 2.        | "Chop Suey!" (ao vivo)  | Tankian, Malakian |                    | 2:48    |  |
| 3.        | "Prison Song" (ao vivo) | Tankian, Malakian |                    | 3:21    |  |
| 4.        | "Bounce" (ao vivo)      |                   | Malakian, Odadjian | 1:54    |  |

- A Red Edition do álbum apresenta um disco com vídeo bônus com uma gravação dos bastidores com duração de 9 minutos e 54 segundos sobre a produção do Toxicity.

## Ficha técnica
Adaptado das notas do encarte de Toxicity.
System of a Down
- Serj Tankian – vocais, teclados, segunda guitarra em "Aerials", piano, arranjos de cordas
- Daron Malakian – guitarras, sitar em "Aerials", banjo em "Deer Dance", vocais
- Shavo Odadjian – baixo
- John Dolmayan – bateria

Músicos adicionais
- Arto Tunçboyacıyan – vocais/música adicionais
- Marc Mann – arranjo de cordas, regência, escrita adicional de cordas

Produção
Rick Rubin - produtor
Daron Malakian - produtor
Serj Tankian - co-produtor
Andy Wallace - mixagem
David Schiffman - engenheiro
Greg Collins - engenheiro adicional
Darren Mora - engenheiro assistente, engenheiro adicional
Al Sanderson - engenheiro assistente
Ryan McCormick - engenheiro assistente
Jim Champagne - engenheiro assistente
Rich Balmer - engenheiro de mixagem
Dino Paredes - direção de A&R
Lindsay Chase - coordenadora de produção
Eddy Schreyer - masterização
Arte
Martyn Atkins – fotografia (estúdio)
Glen E. Friedman – fotografia (contracapa)
John Dolmayan – fotografia
Hallie Sirota – fotografia
Mark Wakefield – arte da capa
Shavo Odadjian – direção de arte, conceitos de arte
Brandy Flower – direção de arte, arte em colagem
System of a Down – conceitos de arte do álbum
John Dolmayan – arte em colagem
Shavo Odadjian – co-direção de arte

## Desempenho nas paradas
| Parada musical (2001)       | Posição |
| --------------------------- | ------- |
| Billboard 200               | 1       |
| UK Albums Chart             | 13      |
| Australian ARIA Top 50      | 6       |
| Canadian Album Chart        | 1       |
| New Zealand Top Album Chart | 7       |
| Polish Albums Chart         | 17      |

| Ano  | Single       | ! Posição              | Posição |
| ---- | ------------ | ---------------------- | ------- |
| 2001 | "Chop Suey!" | Billboard Hot 100      | 76      |
| 2001 | "Chop Suey!" | Modern Rock Tracks     | 7       |
| 2001 | "Chop Suey!" | Mainstream Rock Tracks | 12      |
| 2001 | "Chop Suey!" | Australian ARIA Top 50 | 14      |
| 2002 | "Toxicity"   | Billboard Hot 100      | 70      |
| 2002 | "Toxicity"   | Modern Rock Tracks     | 3       |
| 2002 | "Toxicity"   | Mainstream Rock Tracks | 10      |
| 2002 | "Toxicity"   | Australian ARIA Top 50 | 39      |
| 2002 | "Aerials"    | Billboard Hot 100      | 55      |
| 2002 | "Aerials"    | Modern Rock Tracks     | 1       |
| 2002 | "Aerials"    | Mainstream Rock Tracks | 1       |
| 2002 | "Aerials"    | Australian ARIA Top 50 | 36      |

## Certificações
| País           | Certificação | Vendas    |
| -------------- | ------------ | --------- |
| Áustria        | Ouro         | 20,000    |
| Austrália      | 3× Platina   | 210,000   |
| Bélgica        | Ouro         | 25,000    |
| Canadá         | 2× Platina   | 200,000   |
| Alemanha       | Ouro         | 150,000   |
| Nova Zelândia  | Platina      | 15,000    |
| Suíça          | Ouro         | 20,000    |
| Estados Unidos | 3× Platina   | 3,000,000 |
| Brasil         | Platina      | 40,000    |
| Reino Unido    | Ouro         | 100,000   |
| Europa         | Platina      | 1,000,000 |